# چه کسی بهتر از ماست
چه کسی بهتر از ماست (به هندی: Humse Badhkar Kaun) فیلمی محصول سال ۱۹۹۸ و به کارگردانی دیپاک آناند است. در این فیلم بازیگرانی همچون سونیل شتی، سیف علی خان، سونالی بندره، دیپتی بهاتناگار، راضا مراد، بینا بانرجی، مشتاق خان، موکش ریشی ایفای نقش کرده‌اند.